# Туранская теория
Тура́нская теория — псевдонаучная теория XIX века, относившая финно-угорские народы (вместе с тюркскими) к туранской группе.
В 1850—1860-е годы польским учёным Францишеком Духинским на основе туранской теории и идеи о славяно-финском антропологическом типе великорусов была разработана концепция «туранского» (не европейского) происхождения великорусов («москалей»).
Духинский бежал на Запад после неудавшегося Польского восстания 1830 года и нашёл убежище во Франции. Он пытался восстановить местное общественное мнение против России. В Европе того времени «арийские предки» высоко ценились, и Духинский создал туранскую концепцию, согласно которой русские (великорусы), в отличие от европейских народов, не являются «арийцами», как не являются и славянами. В 1861—1862 годах в своих лекциях в парижском Научном обществе он относил русских к туранцам и утверждал, что «арийцам» и туранцам суждено находиться в непрерывной вражде. В ответ последовала серия публикаций русских учёных, доказывающих причастность русских к «арийству». Это стало продолжением выступлений ряда русских интеллектуалов против немецких и французских русофобов, исключавших русских из круга европейских народов.

## Описание

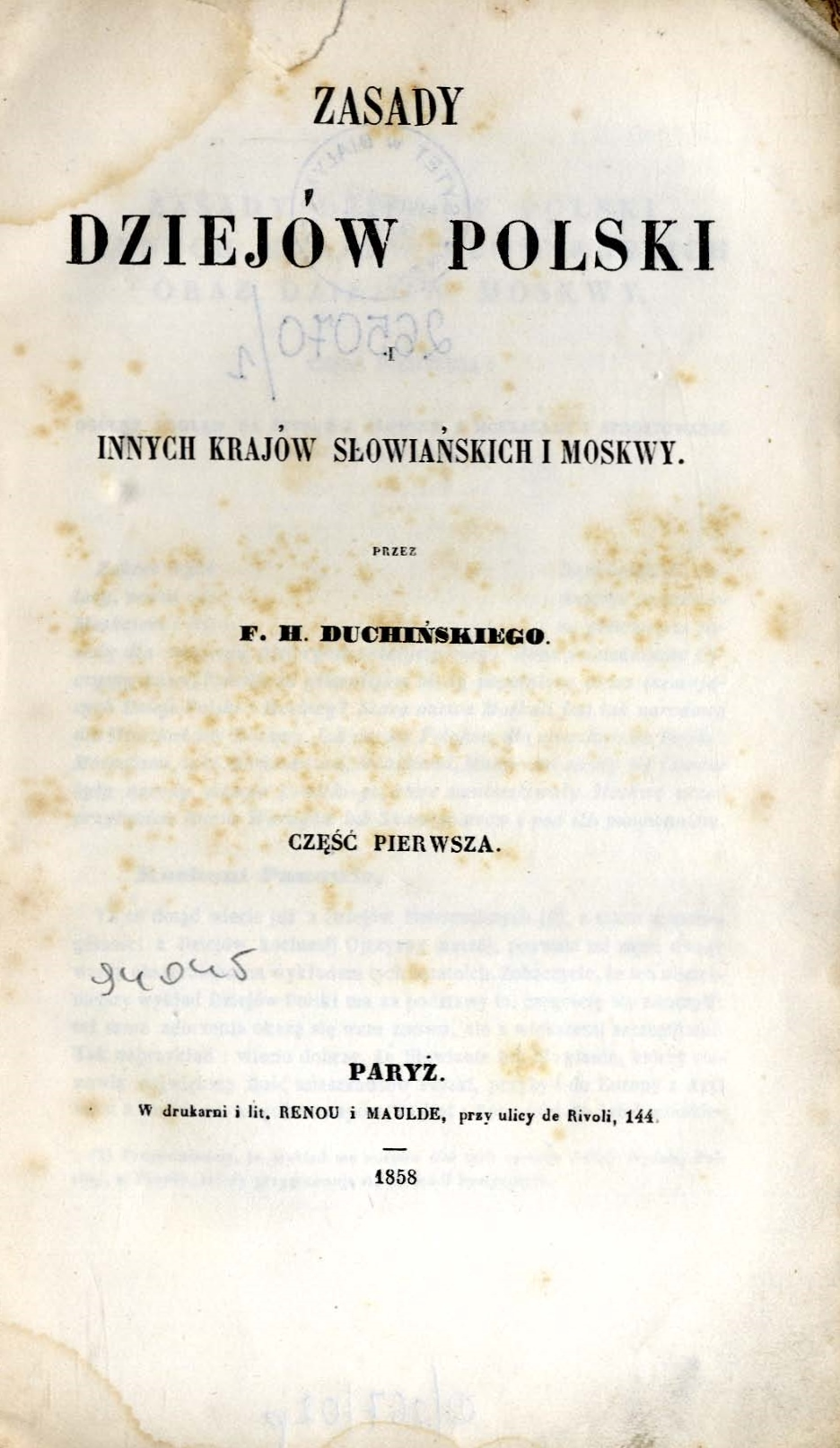
«Основы истории Польши, других славянских стран и Москвы» (1858)

В одной из своих главных книг — «Основы истории Польши, других славянских стран и Москвы» (1858—1860) Духинский описывал различия поляков и великорусов по политическому устройству, духовной жизни, внешнему облику и другим признакам. В заключении автор пришёл к выводу (распространённому в польской литературе и до него) о том, что главное отличие между «Польшей» и «Москвой» состоит в «крови» государствообразующего племени. Славяне у Духинского — народы «арийского» происхождения, а «москали» — туранского, то есть финно-угорского. К областям «единых европейских народов» он относил малорусов, белорусов, Новгород, Смоленск и Финляндию. «Москва» по всем признакам для Духинского относится к Азии. Утверждается, что первоначально великорусы говорили на туранском наречии, в то время как славянский язык был ими заимствован. Несправедливо присвоено было «москалями» и наименование «Русь», истинными владельцами которого следует считать малорусов и белорусов. Самодержавие («царат») Духинский называл туранской традицией правления, не характерной для «арийских» племён. Другой особенностью туранства является «коммунизм» — предпочтение коллективных видов собственности вместо индивидуальной собственности «арийства».

## Отклики в русской печати
Версия теории Духинского вызвала реакцию в учебной и научной литературе России в 1860—1890-х годах. Русский историк Н. И. Костомаров в 1861 году отверг идею Духинского о цивилизационном родстве поляков и малорусов, не отрицая метисацию великорусов. О расовых предубеждениях историк отзывался: «…Не раз думали унизить великорусов, провозвещая, что они — не славяне, а финны. Если б это была и правда, то разве есть в этом что-либо унизительное?…». Этнограф А. Н. Пыпин считал концепцию Духинского следствием неприязни поляков к России, и, в частности, национальной мифологии польских патриотов, и утверждал, что эта теория «была внушена не каким-либо подобием науки, а лишь безграничной племенной ненавистью… чтобы дать исход накопившейся вражде». «Польский след» в возникновении туранской теории происхождения великорусов исследовали Д. Н. Анучин в статье «Великоруссы» и Э. Реклю в описании народов Российской империи.
Большинство российских историков придерживалось мнения о несостоятельности подобных теорий, усматривая в концепции Духинского лишь идеологические мотивы. Духинский применил антропологическую аргументацию для того, чтобы обосновать необходимость восстановления Речи Посполитой в границах 1772 года, включавших украинские и белорусские земли. В статье о Духинском в Энциклопедическом словаре Брокгауза и Ефрона сказано: «…теория Духинского представляет собой лишь стремление облечь в форму научной системы политические мечтания и чувства польской эмиграции…».